# Adhemarius gannascus
Adhemarius gannascus este o specie de molie din familia Sphingidae. Este întâlnită în Mexic, Belize, Guatemala, El Salvador, Honduras, Nicaragua, Costa Rica, Panama, Columbia, Ecuador, Peru, Venezuela, Guyana, Suriname, Guiana Franceză, Bolivia, Brazilia, Argentina de nord, Paraguay de sud și Uruguay. 

## Descriere
Anvergura este de 92-112 mm la masculi și de 98-124 mm la femele. Adulții zboară tot anul.
Larvele au fost observate hrănindu-se cu speciile Ocotea veraguensis, Persea povedae, Persea americana și Nectandra salicina.

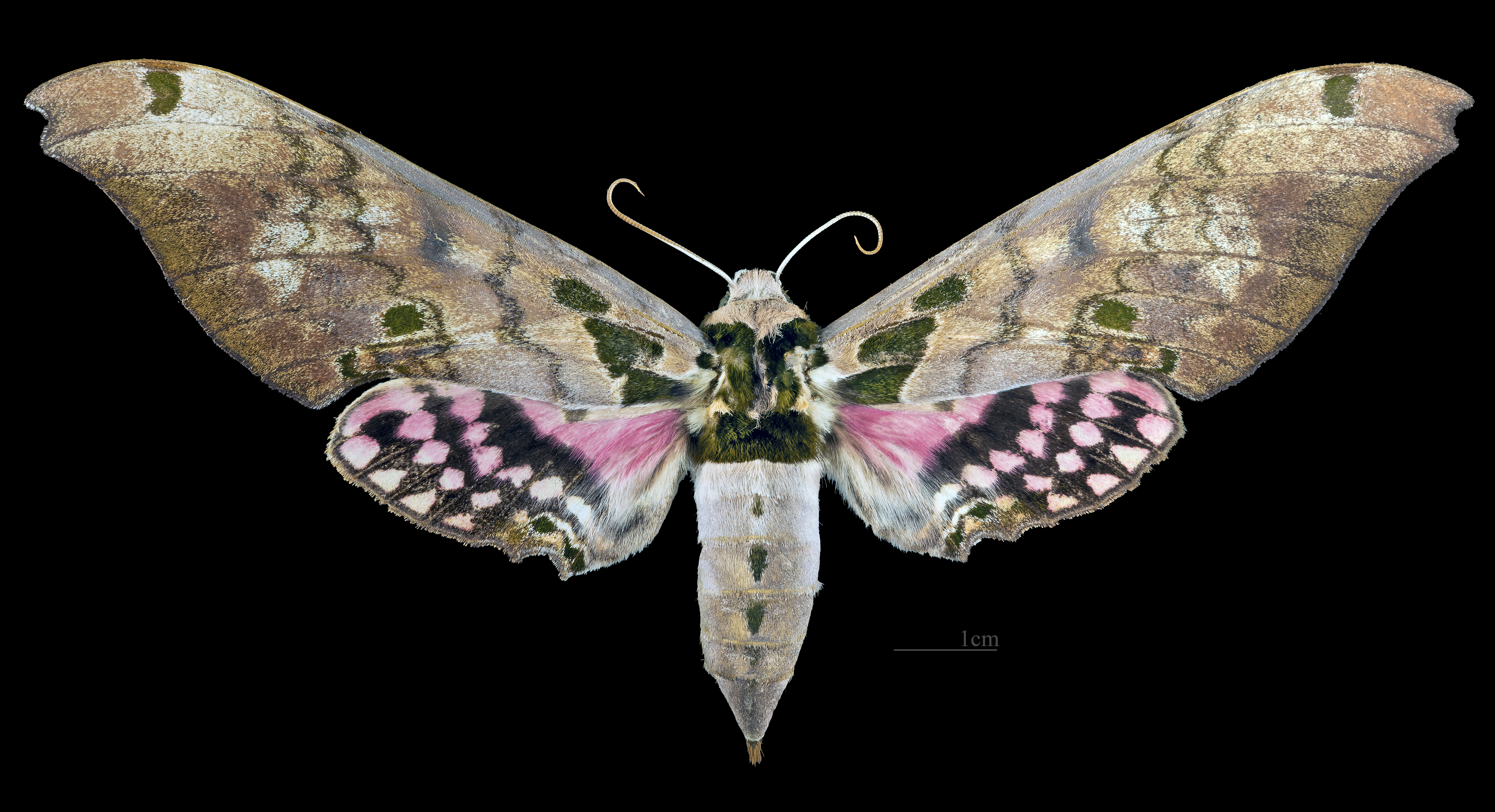
Adhemarius gannascus ♀
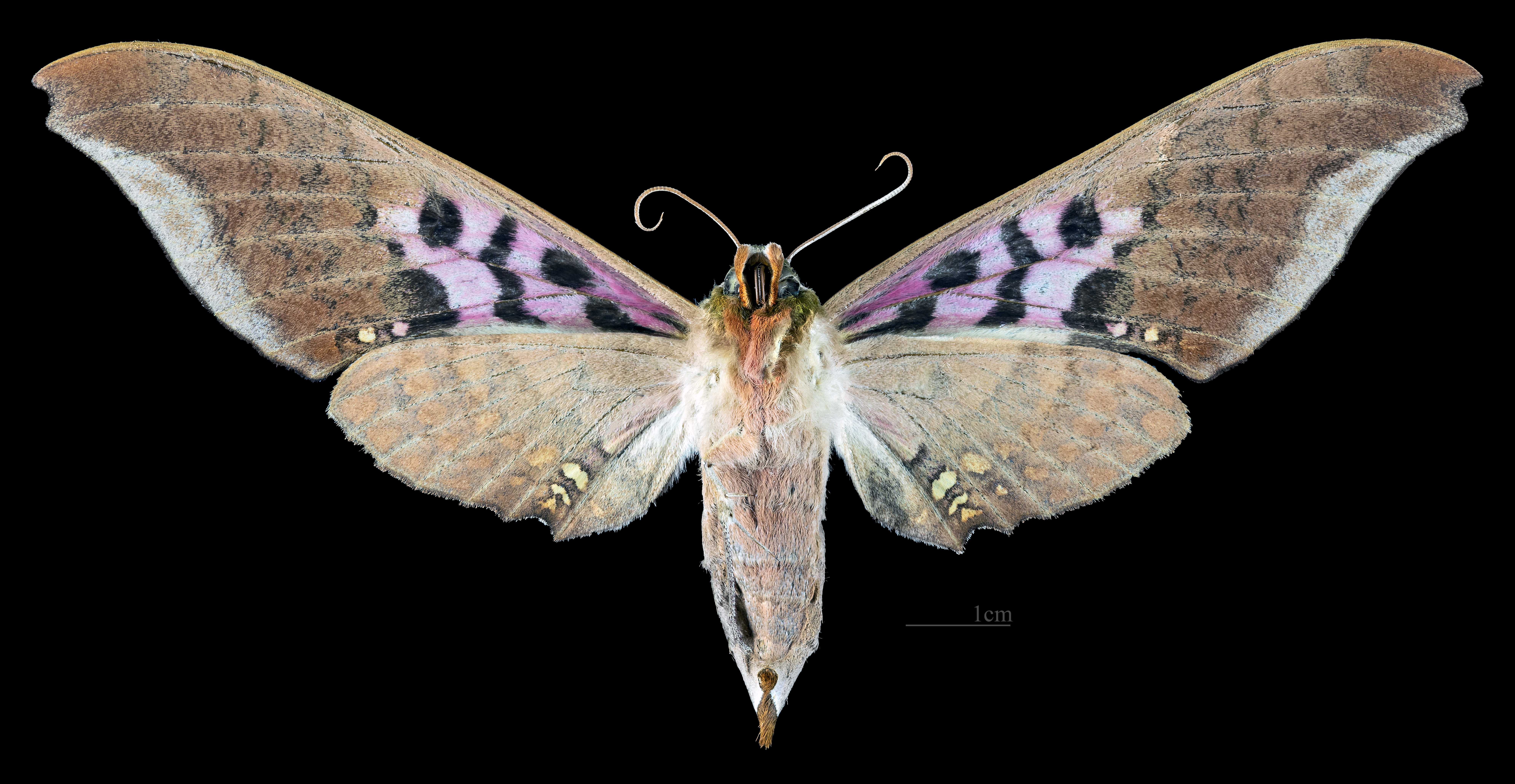
Adhemarius gannascus  ♀ △

### Taxonomie
- Adhemarius gannascus cubanus (Rothschild & Jordan, 1908)
- Adhemarius gannascus jamaicensis (Rothschild & Jordan, 1915)

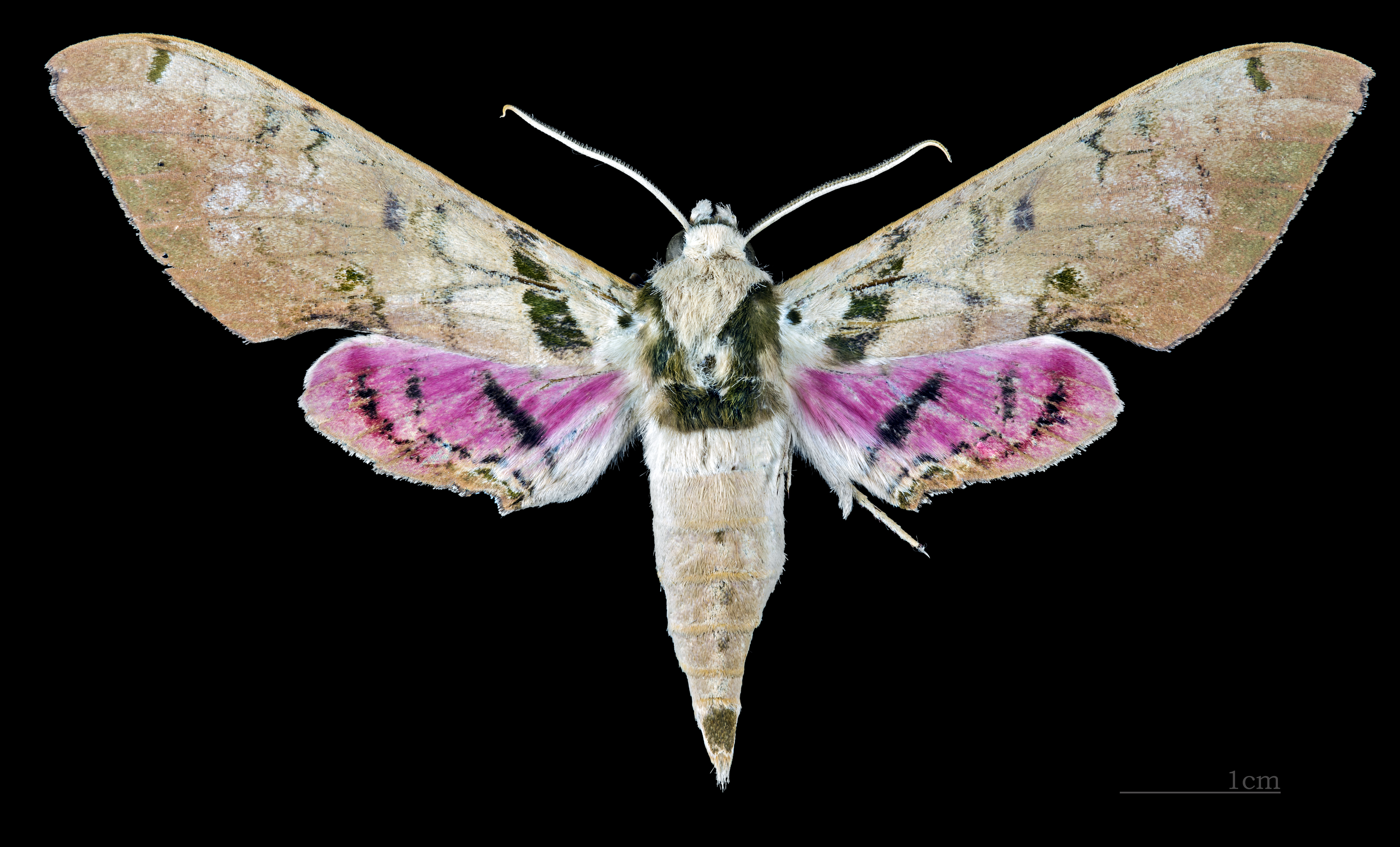
Adhemarius gannascus cubanus ♂
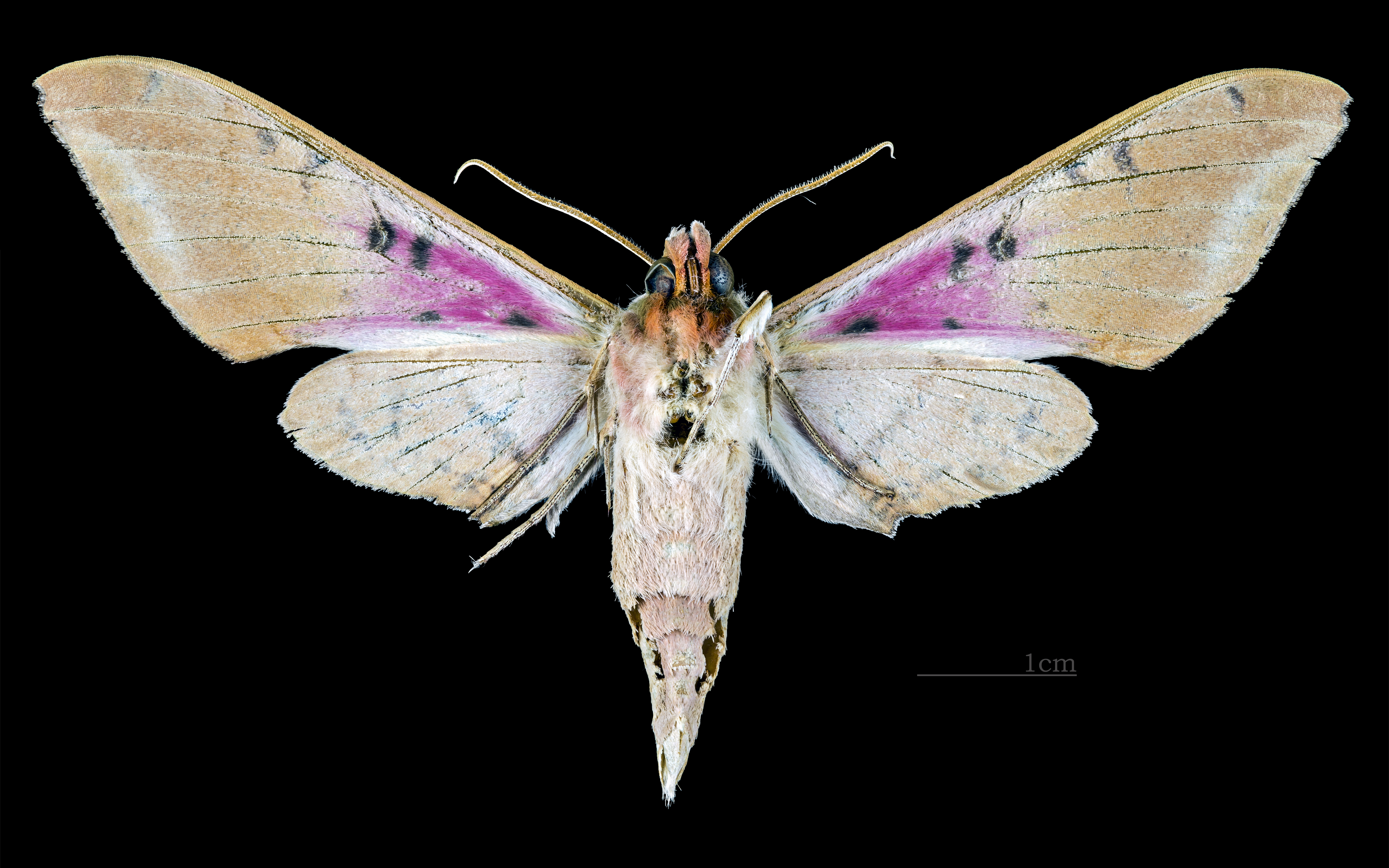
Adhemarius gannascus cubanus ♂  △